# Syamsul Chaeruddin
Syamsul Chaeruddin (Gowa, Indonesia; 9 de febrero de 1983) es un exfutbolista de Indonesia que jugaba en la posición de centrocampista.

## Carrera

### Club
| Periodo   | Club            | Apariciones | Goles |
| --------- | --------------- | ----------- | ----- |
| 2001–2010 | PSM Makassar    | 130         | 18    |
| 2010–2011 | Persija Jakarta | 20          | 12    |
| 2011–2012 | Sriwijaya FC    | 24          | 10    |
| 2012–2017 | PSM Makassar    | 62          | 15    |
| 2018      | PSS Sleman      | 6           | 0     |

### Selección nacional
Jugó para Indonesia en 34 ocasiones de 2004 a 2009 y participó en dos ediciones de la Copa Asiática.

## Logros

### Club
- Indonesia Super League: 2011–12
- Inter Island Cup: 2012

### Selección nacional
- Trofeo Hassanal Bolkiah: 200
- Indonesian Independence Cup: 2008